# Saint-Seurin-d'Uzet
Saint-Seurin-d’Uzet est une ancienne commune du Sud-Ouest de la France, située dans le département de la Charente-Maritime (région Nouvelle-Aquitaine). En 1965, elle a fusionné avec sa voisine Chenac-sur-Gironde pour former la commune de Chenac-Saint-Seurin-d'Uzet. Ses habitants sont appelés les Saint-Surinais et les Saint-Surinaises.
Cette petite bourgade s’étendant au bord de l’estuaire de la Gironde, entre Barzan et Mortagne-sur-Gironde, est avant tout célèbre pour son port de pêche, qui fut pendant une grande partie du XXe siècle la « capitale française du caviar » : au milieu des années 1950, on produisait encore entre trois et cinq tonnes de cette denrée de luxe, exportée dans le monde entier. La pêche à l’esturgeon a cependant été interdite en 1982 afin de protéger l’espèce ; désormais, le « caviar de Gironde » est obtenu en fermes aquacoles : près de douze tonnes de caviar sont produites chaque année dans la région.
Aux portes des grands marais de la rive nord de la Gironde, elle est aujourd’hui une localité touristique et agricole, appartenant à la Communauté d’agglomération Royan Atlantique.

## Géographie

### Situation
Saint-Seurin-d’Uzet se situe dans le Sud-Ouest du département de la Charente-Maritime, dans l’ancienne province de Saintonge. Appartenant au midi atlantique, elle se rattache à deux grands ensembles géographiques, le Grand Sud-Ouest français et plus rarement, le Grand Ouest français. Administrativement parlant, elle dépend depuis 2015 du canton de Saintonge Estuaire, dont le chef-lieu est Meschers-sur-Gironde, et du canton de Cozes avant cette date, dans l’arrondissement de Saintes et la Communauté d’agglomération Royan Atlantique. Son territoire s’étendait sur 590 hectares avant la fusion avec sa voisine Chenac-sur-Gironde, avec une façade estuarienne (fluviale, mais fortement influencée par l’océan Atlantique tout proche) de près de cinq kilomètres.
Le bourg est entouré au nord-ouest par la commune de Barzan, au nord, sur les hauteurs, par Chenac-sur-Gironde, à l’est par Mortagne-sur-Gironde et au sud par l’estuaire de la Gironde, et au-delà, la commune médocaine de Jau-Dignac-et-Loirac. Il est distant de trois kilomètres de Chenac-sur-Gironde, auquel il est associé, de cinq kilomètres de Mortagne-sur-Gironde, de 7,4 kilomètres de Cozes, de 10,7 kilomètres de Meschers-sur-Gironde, actuel chef-lieu cantonal, de 13,1 kilomètres de Gémozac, de 20 kilomètres de Royan, de 29,5 kilomètres de Saintes, de 45,2 kilomètres de Blaye, de 48,5 kilomètres de Rochefort, de 75,9 kilomètres de La Rochelle, la préfecture départementale, et de 77,5 kilomètres de Bordeaux, préfecture régionale et seule métropole des environs. La commune avait une superficie de 5,90 km2.

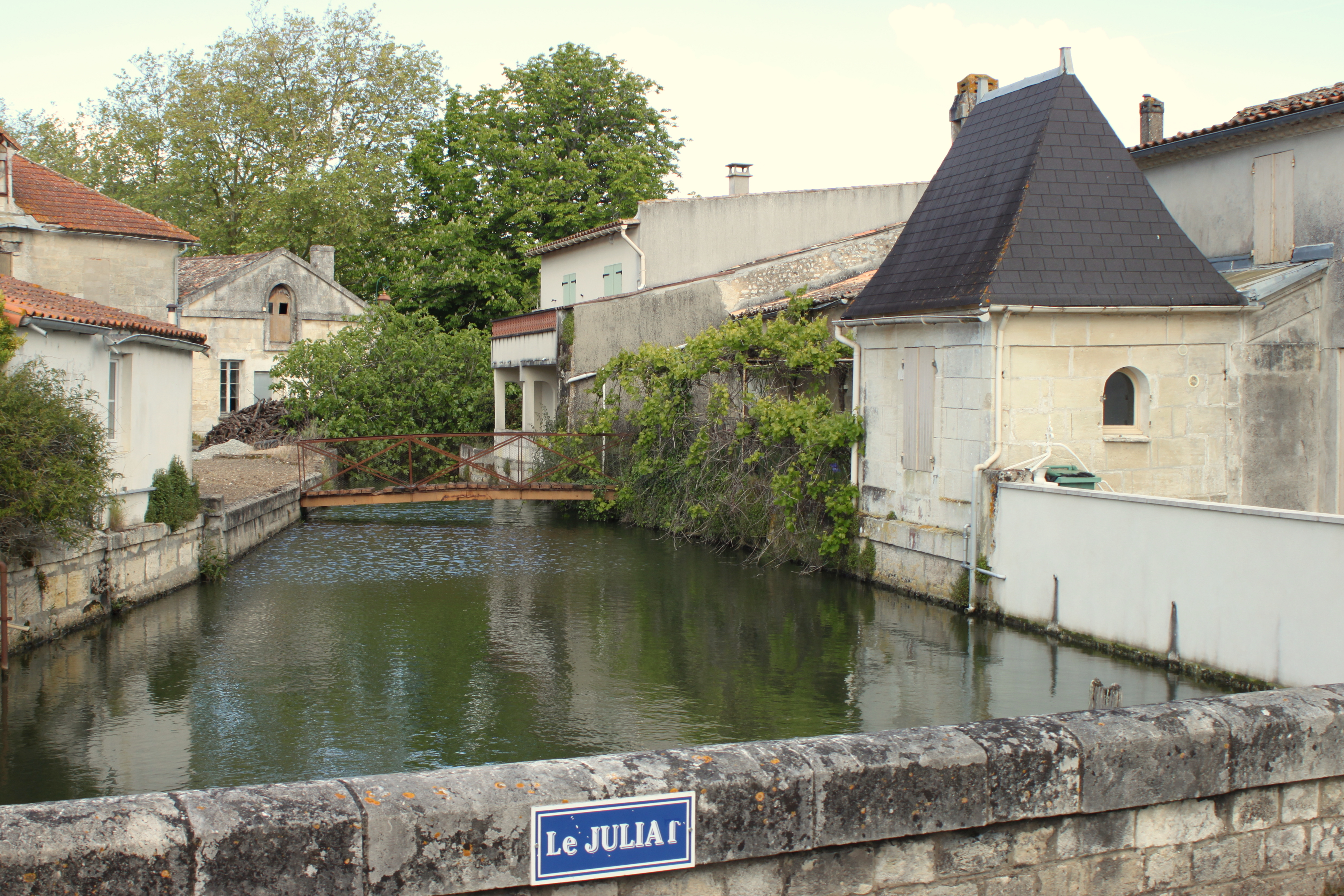
Le Juliat à Saint-Seurin-d'Uzet.

Outre le bourg de Saint-Seurin, l’ancienne commune comprenait le hameau de la Tuilerie, le Petit Chenac, la partie sud de la Cave, Font-Garnier, et plus au sud, le Vieux Bourg, Lafont, Chez Naudin, les Cormes, Chez Rambeau et L’Échailler. Fortement marqué par la présence de l’estuaire de la Gironde, composante essentielle du paysage local, le bourg de Saint-Seurin-d’Uzet est avant tout un port, comme il en existe de nombreux autres sur les deux rives du fleuve. Le port de Saint-Seurin s’étend en bordure d’un chenal aménagé à l’embouchure du Juliat, modeste ruisseau né à peu de distance de là, à Font Garnier, au fond d’une ancienne baie dont l’envasement, récent (l’eau arrivait encore presque jusqu’à l’église au début des années 1950), a donné naissance à une roselière de 350 hectares, une des plus étendues de France. Cette vaste zone palustre, qui s’inscrit dans le contexte plus général des marais de la rive nord de la Gironde, ou « Petite Camargue », qui vont de Meschers-sur-Gironde à Blaye, est devenue un lieu de repos prisé des oiseaux migrateurs et un sanctuaire ornithologique géré conjointement par le Conservatoire du Littoral et le Conservatoire régional des espaces naturels, où se trouve notamment un des cinq camps de baguage d’oiseaux de la façade atlantique.
De part et d’autre de l’ancienne baie de Saint-Seurin se dressent des falaises érodées nées un peu avant celles de Meschers ou de Saint-Georges-de-Didonne, au crétacé, il y a environ 90 millions d’années. Le recul progressif du trait de côte les a isolées de l’estuaire et en a fait des « falaises mortes », terme opposé à celui de « falaises vives » (c’est-à-dire toujours battues par les flots). L’eau ne les atteint plus qu’exceptionnellement, lors des grandes tempêtes comme Martin en 1999 ou Xynthia en 2010, ou en cas de marée particulièrement forte. Plus à l’intérieur des terres, en remontant vers Chenac, le plateau saintongeais est découpé par différents ruisseaux et marais intérieurs asséchés et reconvertis dans la culture céréalière, formant des combes et un relief relativement tourmenté, ménageant des vues panoramiques sur l’estuaire et la campagne environnante.

### Voies de communication et transports

#### Voies routières

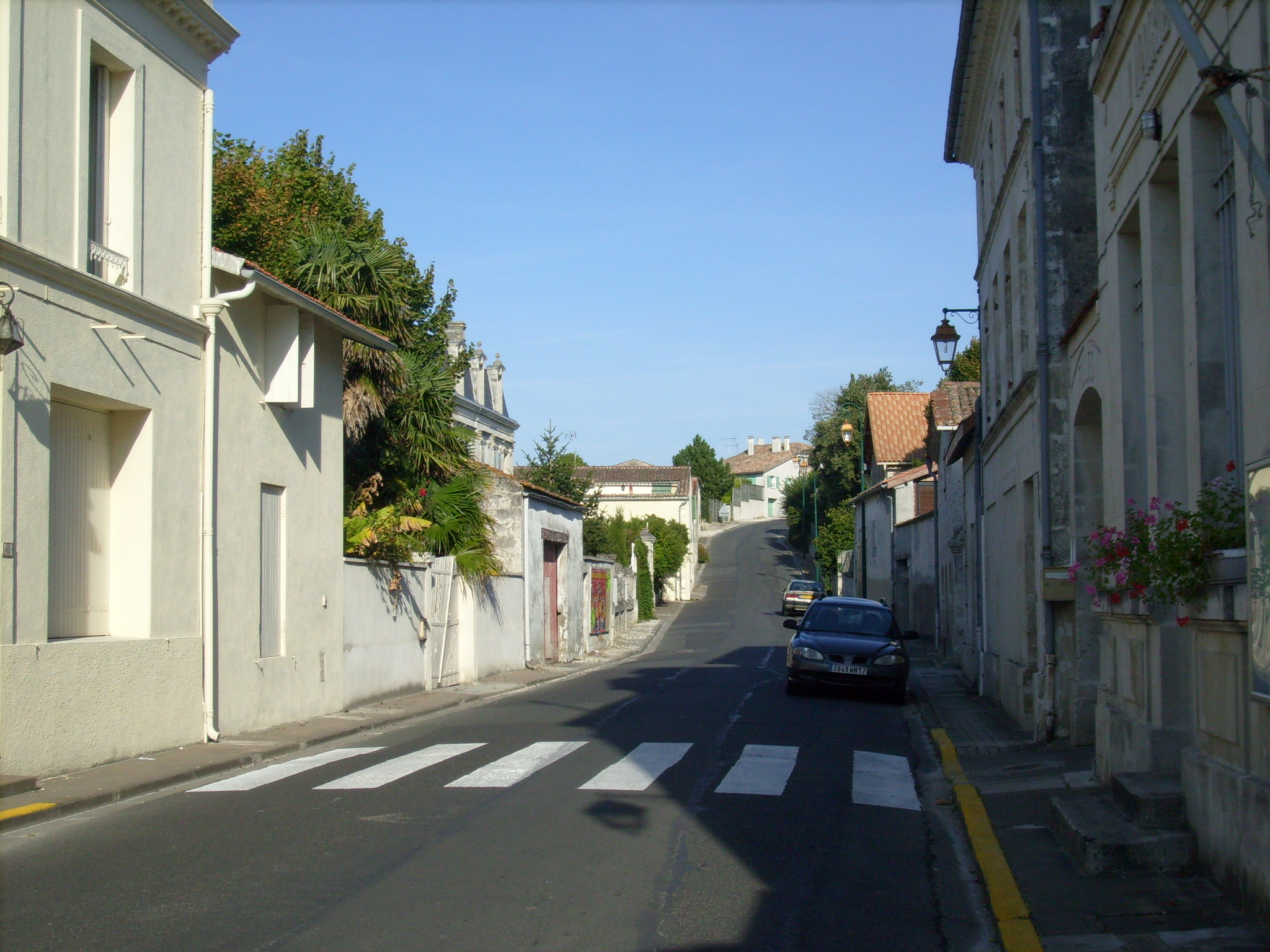
La « route verte » traverse le bourg de Saint-Seurin.

Le village de Saint-Seurin-d’Uzet est traversé par une seule route d’importance, la D145 ou « route verte », qui part de Royan et se poursuit jusqu’à Bordeaux. Principale voie d’accès, elle conduit aux principales petites villes des environs telles que Mortagne-sur-Gironde et Meschers-sur-Gironde. La D129, plus modeste, remonte vers Chenac et Épargnes ; elle donne accès à la D730, axe majeur du schéma routier départemental, plus connue sous le nom de « route de Bordeaux ». Elle permet de rejoindre Cozes, Semussac et Saint-Georges-de-Didonne, ainsi que la rocade de Royan d’une part, et Mirambeau (et Blaye) d’autre part.

#### Transports en commun
Saint-Seurin fait partie des quelques villages du Sud du Pays Royannais non desservis par une ligne régulière de transports en commun. Le réseau de transports urbains de l’agglomération de Royan, Cara'Bus, propose un service de transport à la demande vers les arrêts de bus les plus proches, à Cozes ou à Meschers-sur-Gironde. De là, il est possible de rejoindre les principaux pôles d’attraction de l’agglomération royannaise et jusqu’à la ville de Marennes, qui est située en dehors des limites de l’agglomération mais entretien des liens étroits avec elle.

### Climat
Le climat dont bénéficie la Charente-Maritime est un climat océanique tempéré de type aquitain, marqué par un ensoleillement moyen assez important : avec 2 250 heures par an, il est comparable à celui que connaît une partie de la côte méditerranéenne. La pluviosité y est modérée, les précipitations ne dépassant pas 1 200 mm par an. Les températures, quant à elles, varient en moyenne de 5 °C en hiver à 20 °C en été.
Les îles et l'ensemble du littoral de la Charente-Maritime se caractérisent par un climat particulièrement doux en hiver, et rafraîchissant l'été, grâce aux influences océaniques perpétuellement en mouvement (brise marine). Ces conditions climatiques favorables, toujours soumises aux influences de l'océan Atlantique, ont favorisé un véritable microclimat de type sub-aquitain et l'existence d'une végétation déjà méridionale. Ainsi la flore se caractérise-t-elle par la présence étonnante de lauriers-roses, eucalyptus, agaves, et même les mimosas se mettent à fleurir dès le mois de janvier.

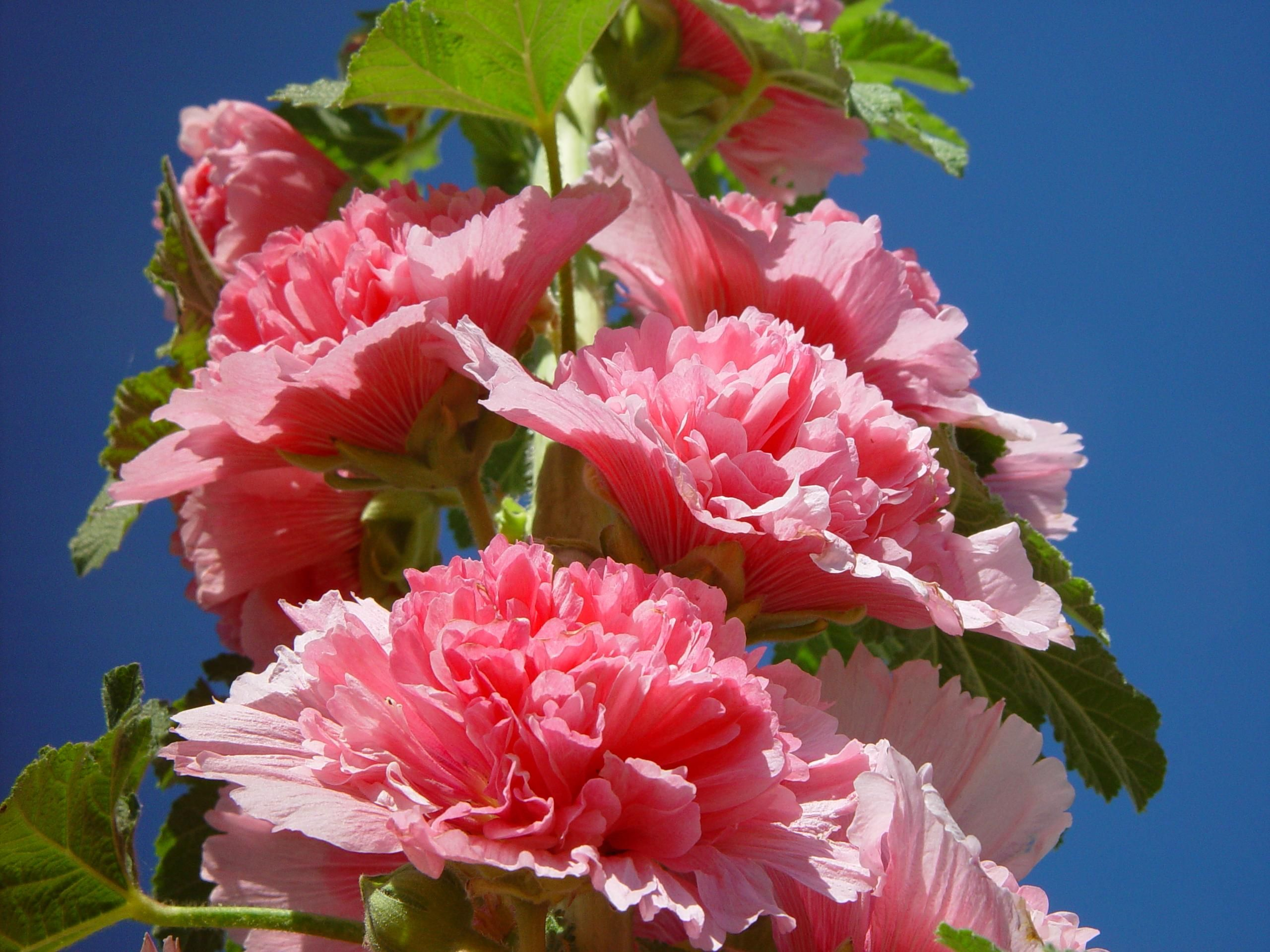
La rose trémière ou passerose, un des symboles de la Saintonge.

Aux essences déjà méridionales du chêne vert (ou yeuse) et du cyste, s'ajoutent une forte présence de palmiers, figuiers, orangers et même oliviers. Il existe toutefois un contraste entre le littoral, assez sec et ensoleillé et l'intérieur des terres, davantage pluvieux. La pluviométrie passe ainsi de 750 mm sur le littoral à 950 mm en Haute-Saintonge.
Les relevés de la station météorologique de La Rochelle entre 1946 et 2000 permettent de déterminer quelques dates majeures au point de vue climatique en Charente-Maritime : ainsi, au cours de ce laps de temps, la température la plus froide est relevée le 15 février 1956 : −13,6 °C. Un pic de température (dépassé seulement au cours de la canicule de 2003) est atteint le 8 juillet 1982 avec près de 39 °C à l'ombre. Si 1953 est considérée comme l'année la plus sèche, 2000 est au contraire la plus pluvieuse.
La Charente-Maritime est le département français qui a été le plus durement touché par la tempête Martin du 27 décembre 1999. Les records nationaux de vents enregistrés ont été atteints avec 198 km/h sur l'île d'Oléron et 194 km/h à Royan.
Dans la nuit du 23 au 24 janvier 2009, la région est frappée par la tempête Klaus. Malgré des rafales de vent dépassant les 120 km/h, les dégâts relevés dans la commune demeurent relativement minimes au regard de la situation dans le Médoc tout proche.
Le village est durement éprouvé par la tempête Xynthia qui traverse la région dans la nuit du 28 février au 1er mars 2010. Des bourrasques de près de 140 km/h touchent la ville voisine de Royan. Associées à une marée de fort coefficient, elles provoquent l'inondation d'une partie du village et la mort de quatre personnes.

#### Données générales
| Ville               | Ensoleillement · (h/an) | Pluie · (mm/an) | Neige · (j/an) | Orage · (j/an) | Brouillard · (j/an) |
| ------------------- | ----------------------- | --------------- | -------------- | -------------- | ------------------- |
| Médiane nationale   | 1 852                   | 835             | 16             | 25             | 50                  |
| Saint-Seurin-d'Uzet | 2250                    | 755             | 4              | 13             | 26                  |
| Paris               | 1 717                   | 634             | 13             | 20             | 26                  |
| Nice                | 2 760                   | 791             | 1              | 28             | 2                   |
| Strasbourg          | 1 747                   | 636             | 26             | 28             | 69                  |
| Brest               | 1 555                   | 1 230           | 6              | 12             | 78                  |
| Bordeaux            | 2 070                   | 987             | 3              | 32             | 78                  |

#### Données météorologiques à Bordeaux
| Mois                              | jan.  | fév.  | mars | avril | mai  | juin | jui. | août | sep. | oct. | nov.  | déc.  | année |
| --------------------------------- | ----- | ----- | ---- | ----- | ---- | ---- | ---- | ---- | ---- | ---- | ----- | ----- | ----- |
| Température minimale moyenne (°C) | 2,8   | 3,4   | 4,6  | 6,6   | 10,3 | 13   | 15,1 | 15,2 | 12,5 | 9,5  | 5,5   | 3,8   | 8,5   |
| Température moyenne (°C)          | 6,4   | 7,6   | 9,6  | 11,6  | 15,4 | 18,3 | 20,8 | 20,9 | 18,1 | 14,2 | 9,4   | 7,3   | 13,3  |
| Température maximale moyenne (°C) | 10    | 11,7  | 14,5 | 16,5  | 20,5 | 23,5 | 26,4 | 26,6 | 23,7 | 18,8 | 13,4  | 10,7  | 18,1  |
| Record de froid (°C)              | −16,4 | −15,2 | −9,9 | −5,3  | −1,8 | 2,5  | 4,8  | 1,5  | −1,8 | −5,3 | −12,3 | −13,4 | −16,4 |
| Record de chaleur (°C)            | 20,2  | 26,2  | 29,8 | 31,1  | 35,4 | 38,5 | 39,2 | 41,9 | 37,6 | 32,2 | 25,1  | 22,5  | 41,9  |
| Précipitations (mm)               | 92    | 82,6  | 70   | 80    | 83,9 | 63,8 | 54,5 | 59,5 | 90,3 | 94,1 | 106,9 | 106,7 | 984,1 |

#### Données météorologiques à La Rochelle
| Mois                              | jan. | fév. | mars | avril | mai  | juin | jui. | août | sep. | oct. | nov. | déc. | année |
| --------------------------------- | ---- | ---- | ---- | ----- | ---- | ---- | ---- | ---- | ---- | ---- | ---- | ---- | ----- |
| Température minimale moyenne (°C) | 3,4  | 2,8  | 5,4  | 7,4   | 10,7 | 13,7 | 15,8 | 15,7 | 13,7 | 10,5 | 6,3  | 3,9  | 9,2   |
| Température moyenne (°C)          | 5,9  | 6,9  | 8,7  | 11,1  | 14,3 | 17,5 | 19,8 | 19,6 | 17,8 | 14,2 | 9,4  | 6,6  | 12,7  |
| Température maximale moyenne (°C) | 8,5  | 9,9  | 12,1 | 14,7  | 17,9 | 21,3 | 23,8 | 23,5 | 21,8 | 18   | 12,6 | 9,2  | 16,1  |
| Ensoleillement (h)                | 84   | 111  | 174  | 212   | 239  | 272  | 305  | 277  | 218  | 167  | 107  | 85   | 2 250 |
| Précipitations (mm)               | 82,5 | 66,1 | 57   | 52,7  | 61,1 | 42,9 | 35,1 | 46,4 | 56,5 | 81,6 | 91,8 | 81,8 | 755,3 |

## Économie
Saint-Seurin-d'Uzet est au cœur d'un bassin d'emploi particulièrement attractif, la zone d'emploi de Royan (issue de la partition de l'ancienne zone d'emploi Saintonge maritime, qui regroupait de nombreuses communes du Pays Rochefortais, du Pays Marennes-Oléron et du Pays Royannais), forte de 27 753 emplois en 2008. La zone d'emploi de Royan est, avec celle de La Rochelle, la plus dynamique de l'ex-région Poitou-Charentes, toutes deux profitant « d'un tissu économique et d'une démographie dynamiques » (Insee). La croissance y est particulièrement soutenue, du fait du développement des activités tertiaires.

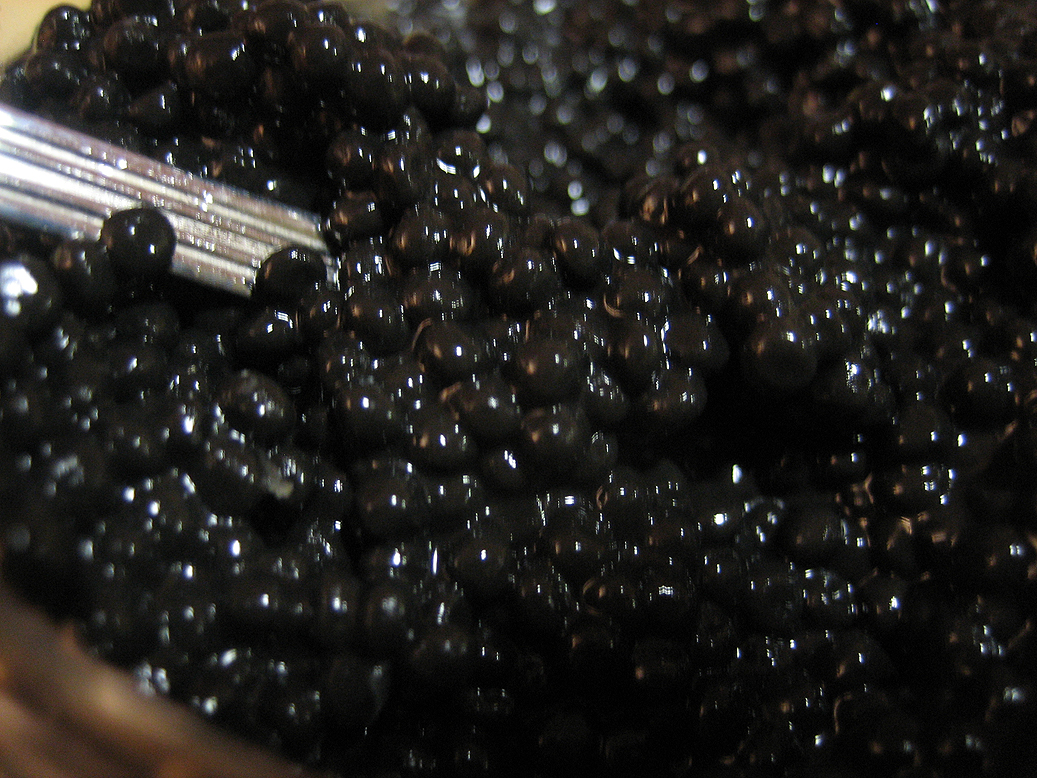
Saint-Seurin a longtemps été la « capitale française du caviar ». Ce mets de luxe est toujours produit dans les environs, à Saint-Genis-de-Saintonge et Saint-Fort-sur-Gironde.

L’économie du village est intimement liée à celle de Chenac et des autres communes rurales de l’ancien canton de Cozes. L’agriculture reste très présente, notamment la céréaliculture (maïs, blé) et la culture des oléagineux (tournesols), des fruits (kiwis) et des légumes. L’élevage des agneaux de prés salés (agneau de l’estuaire) est une activité mise en valeur par l’association des « Moutonniers de l’estuaire », qui rassemble des producteurs de communes ayant en commun la proximité de l’estuaire de la Gironde : Chenac-Saint-Seurin-d’Uzet, Mortagne-sur-Gironde, Saint-Sorlin-de-Conac, Saint-Bonnet-sur-Gironde (Charente-Maritime) et Anglade (Gironde). Un producteur de produits fermiers est également implanté dans le village.
La pêche est désormais un secteur confidentiel, l’interdiction de la pêche à l’esturgeon en 1982 ayant mis un coup d’arrêt à cette activité. La production de caviar est désormais le fait de fermes aquacoles. Le caviar produit dans la région (important atelier de production à Saint-Genis-de-Saintonge et ferme aquacole à Saint-Fort-sur-Gironde) est toujours vendu à Saint-Seurin, et est au menu de plusieurs établissements des environs. L’auberge-musée du caviar et de l’esturgeon de Saint-Seurin, gérée par l’association des amis de Saint-Seurin-d’Uzet, permet également de découvrir et de déguster ce produit. Le commerce de proximité, durement éprouvé dans la seconde moitié du XXe siècle (nombre de ces commerces fermant progressivement) est représenté par une épicerie.
Enfin, du fait de la proximité des plages de la Côte de Beauté et de sites majeurs (bastide de Talmont-sur-Gironde, village, port, falaises et ermitage monolithe de Mortagne-sur-Gironde) le tourisme, et notamment le tourisme vert, est un secteur en pleine expansion, en dépit de la fermeture administrative par arrêté préfectoral du camping municipal, autrefois situé près du port, à la suite de la tempête Xynthia en 2010. Bien que les phénomènes de submersion soient rares et limités aux tempêtes hivernales, le principe de précaution a été mis en avant par les autorités, de même que pour plusieurs autres établissements du département. Le port, aujourd’hui reconverti dans l’accueil des bateaux de plaisance, a été aménagé et dispose de l’équipement nécessaire ainsi que d’une aire de pique-nique. Des événements y sont organisés en saison (brocantes, fêtes folkloriques, feu d’artifice, etc.).

## Toponymie
Le nom du village dérive de saint Séverin, évêque de Bordeaux au Ve siècle, et du terme « yeuse », d'origine occitane et passé en saintongeais, qui désigne le chêne vert. Jusqu'au XVIIIe siècle, le nom du village était écrit « Saint-Surin ».

## Histoire
Le site de Saint-Seurin-d’Uzet a été probablement été occupé de longue date, comme le laissent penser des silex taillés, des racloirs ou des pointes de lances retrouvés sur les hauteurs de Chenac. Les falaises de Saint-Seurin présentent des grottes aménagées par l’homme, sur le modèle de Mortagne ou de Meschers. Ces habitats troglodytiques pourraient avoir été habités dès la Préhistoire, et agrandis au fur et à mesure jusqu’à une époque relativement récente. Cependant, la majorité des vestiges collectés dans le village datent de la période gallo-romaine. La présence d’une villa (domaine agricole) a été attestée par les restes de fondations, de mosaïques et de tuiles relevés au niveau du château au XIXe siècle, et un trésor monétaire comprenant une centaine de pièces gauloises, essentiellement du Sud-Ouest et du centre de la Gaule (Contoutos, Annicoios, Atectorix, Luccios et Urippanos) et plusieurs centaines de pièces romaines (deniers républicains, monnaies d’Auguste, d’Agrippa, de Tibère, de Caligula et de Titus) a été découvert à proximité de Fontgarnier en 1870. Enfin, des restes de canalisations gallo-romaines retrouvées aux abords de la source de Chauvignac semblent indiquer que cette dernière a été captée afin d’alimenter en eau l’importante ville voisine de Novioregum, port de commerce et emporium de Mediolanum Santonum, alors capitale de la riche province d’Aquitaine. Lors de prospections menées par l’historien local Robert Colle pendant les années 1950, de nouvelles pièces de monnaie ont été découvertes (une pièce en argent à l’effigie de l’impératrice Livie ainsi que des pièces diverses émises sous les principats de Domitien, de Trajan, d’Hadrien et de Macrin, ce qui indique une utilisation du site au moins jusqu’au début du IIIe siècle, plus ou moins l’époque où Novioregum sombre dans l’oubli pour des raisons encore mal établies. Enfin, une statuette en bronze a été retrouvée dans la vase au niveau du site de Conchemarche. Les sources manquent pour la période allant de la fin de l’Antiquité au début du XIIe siècle. La paroisse qui s’est développée sur les rives de la Gironde appartient à divers ensembles territoriaux (royaume d'Aquitaine, puis duché d’Aquitaine) et s’organise autour d’un château-fort dominant la Gironde.

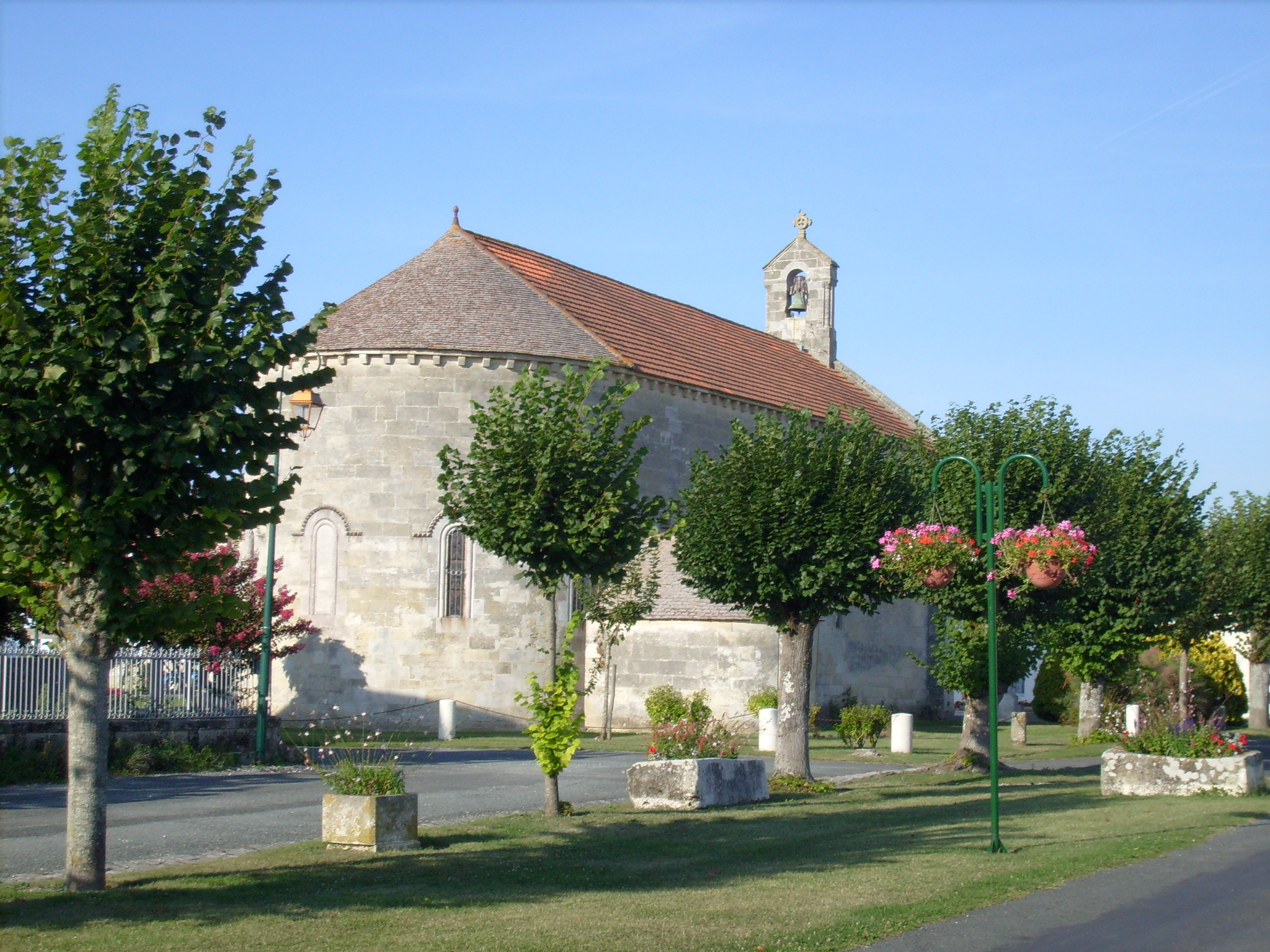
L'église actuelle date de la fin du XVIIe siècle.

En 1174, une charte indique que l’église de Saint-Seurin est donnée par Adhémar, évêque de Saintes, au seigneur de Mortagne : c’est la première mention de Saint-Seurin connue à ce jour. Le village reste dans l’orbite de Mortagne jusqu’au 24 août 1337, lorsque Pons de Mortagne vend ses terres et droits coutumiers (dont notamment les droits de haute, moyenne et basse justice) à Adhémar, seigneur d’Archiac. La région est alors plongée en pleine guerre de Cent Ans, période marquée par une grande insécurité du fait des nombreux coups de main de la part de mercenaires affiliés soit au parti anglo-aquitain, soit au parti français, mais aussi de seigneurs peu scrupuleux qui profitent de l’anarchie pour piller et rançonner et de bandits de grand chemin tout aussi peu recommandables. En 1435, la seigneurie de Saint-Seurin passe par mariage à la famille de La Mothe-Fouqué. La guerre, peu à peu, s’est déplacée vers le sud et la victoire des Français ne semble plus faire de doute. Elle intervient peu après la bataille de Castillon en 1453.
La paix revenue favorise le commerce et les aventures maritimes. En 1479, à l’instar de nombreux ports aquitains, Saint-Seurin arme pour la pêche à la morue sur les Grands Bancs de Terre-Neuve, activité relativement lucrative, mais aussi périlleuse. C’est aussi un port de cabotage, d’où transitent les céréales et les vins de la plaine de Cozes et le sel de la presqu'île d'Arvert vers Bordeaux et les vins et le salpêtre du Bordelais vers les régions plus septentrionales.

Les activités portuaires favorisent les échanges et rapidement, les idées de la Réforme gagnent la Saintonge maritime. En ces temps où contester la religion du roi, et donc de l’État, est considéré comme un crime, la répression ne tarde pas à s’abattre sur ceux qui s’écartent des dogmes établis. Les guerres de Religion voient les armées catholiques et protestantes se disputer le château. En 1560, des pasteurs suisses sont envoyés prêcher à Saint-Seurin, Chenac et dans les paroisses environnantes. Il faut attendre la promulgation de l’édit de Nantes pour que la paix s’établisse à nouveau. Un temple est construit en 1639 par Jean Brétinaud, baron de Saint-Seurin. Cependant les « religionnaires » ne sont que tolérés et la politique de Contre-Réforme du pouvoir royal, faite de contraintes administratives, de pressions, puis de nouvelles persécutions au cours du règne de Louis XIV, aboutit à la destruction du temple (et de nombreux autres dans les environs) par édit royal en 1681
« Par arrêt de nostre Conseil d’Etat et sous le contresel de nostre chancellerie, cejourd’hui donné, nous y estant, nous avons interdit pour toujours l’exercice de la Religion prétendue Réformée audit lieu de Saint-Surin, au pays de Xaintonge, et ordonné que le temple qui y est construit sera desmoly jusques aux fondemens dans deux mois […]. Commandons au premier huissier ou sergent sur ce requis de faire exécuter ledit arrêt et des ordonnances que vous rendrez en conséquence, tous les exploits et actes de justice, de se faire sans demander de permission, car tel est nostre bon plaisir »
 Entretemps, Henri Brétinaud, baron de Saint-Seurin, a jugé plus prudent d’abjurer les protestantisme en 1672, comme une partie de la population. Certains choisissent de résister, et pratiquent leur culte dans le secret des granges ou des maisons d’oraison ; d’autres encore fuient en direction des « pays du Refuge » (Angleterre, Pays-Bas, Prusse, Colonies anglaises d’Amérique, Afrique du Sud). Parmi ceux-ci, la propre sœur du baron, Elizabeth. En 1689, l’ancienne église romane, située au « Vieux Bourg », jugée vétuste, est désaffectée. Une nouvelle église, celle qui existe toujours, est construite au port.
Le XVIIIe siècle est marqué par des hivers terribles, et le froid est parfois si mordant que les semences gèlent et que des icebergs se forment sur la Gironde : c’est ce qu’on appelle « Le petit âge glaciaire ». La vie est rude, et l’administration tatillonne et archaïque. On ne mesure pas de la même manière selon qu’on est à Saint-Seurin, à Arvert ou à Saujon, ce qui ne facilite pas le commerce ; quant aux impôts, comme partout en France, ils sont très inégalement répartis. La Révolution transforme la paroisse en commune, qui est intégrée au district de Saintes et au département de la Charente-Inférieure (chef-lieu : Saintes). Tout au long du XIXe siècle et au début du XXe siècle, Saint-Seurin est une commune essentiellement agricole et portuaire. Les grains récoltés dans les environs sont broyés et transformés en farine à l’aide des six moulins à vent et trois moulins à eau de la commune, en liaison avec la minoterie Coussot établie près du port et des minoteries de Barzan ou de Mortagne toutes proches.

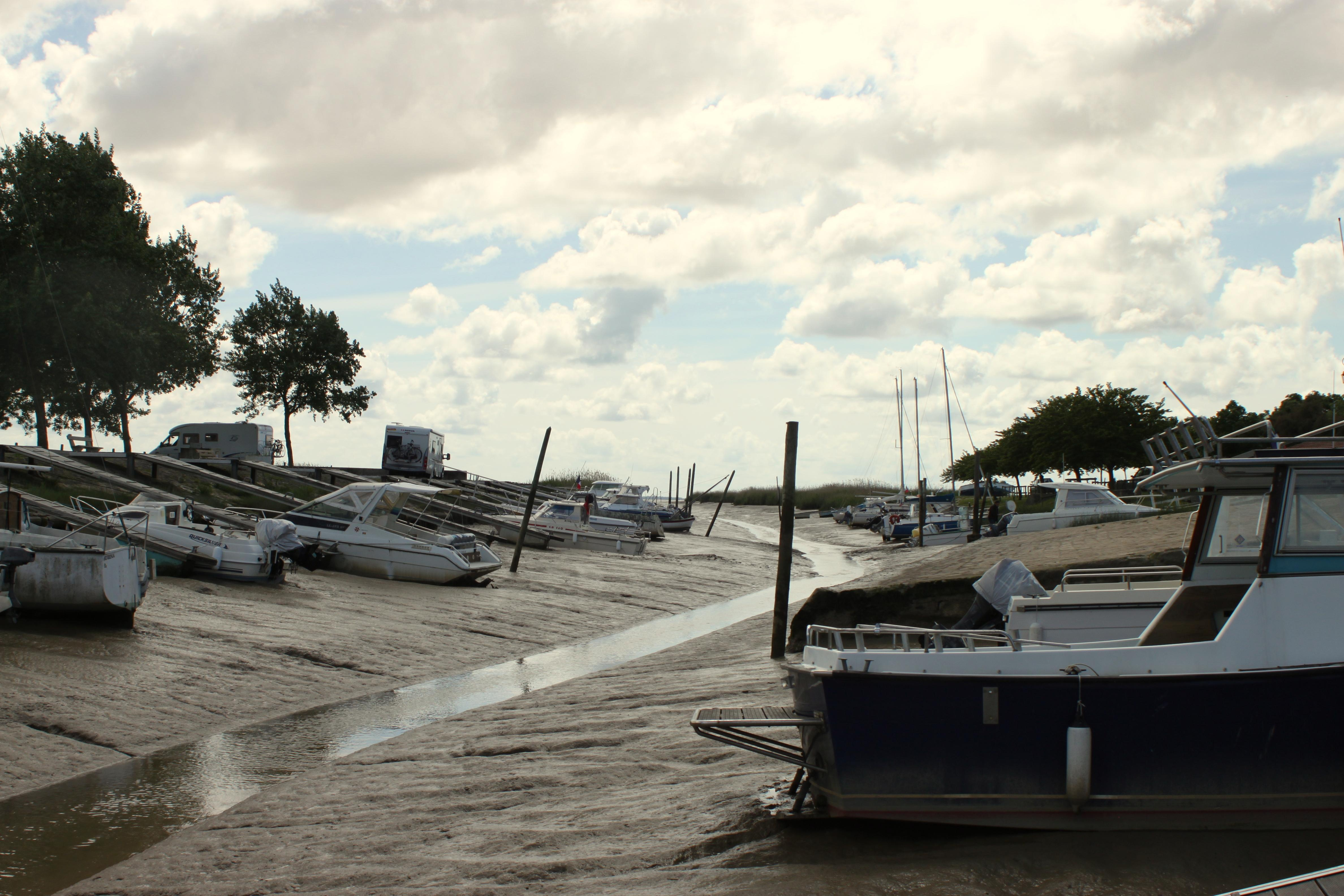
Le port de Saint-Seurin à marée basse.

Le port de Saint-Seurin, à l’image de ceux des Monards, de Mortagne, de Port-Maubert ou de Ribérou à Saujon, est modernisé à partir des années 1830, avec aménagement du chenal, qui est agrandi et approfondi, et création d’appontements et de quais en pierre, facilitant le chargement et déchargement des cargaisons. Le transport des marchandises et la pêche côtière sont ses deux principales activités jusqu’au début des années 1920. On y pêche pibales (alevins d’anguille), sardines (les fameuses royans), aloses, mais aussi esturgeons. Ce poisson est alors pêché pour sa chair, tandis que les œufs sont donnés à manger aux canards, qui s’en régalent, et pour cause : ces œufs sont… du caviar. La légende rapporte qu’une princesse russe en villégiature à Royan (il s'agit en réalité d'un négociant allemand de Hambourg, M. Schwax), en excursion à Saint-Seurin, est choquée de cette pratique et apprend aux pêcheurs du lieu que ces œufs sont un mets prisé, vendu fort cher. Dès lors, la production de caviar va révolutionner la commune, contribuer à sa modernisation, et dans les années 1930, nombre de personnalités du monde politique ou culturel viennent sur place déguster ce produit d’exception : Léon Blum, Maurice Chevalier, Jean Gabin, Mistinguett ou encore Danièle Darrieux. Saint-Seurin y gagne le titre de « capitale française du caviar ». Au milieu des années 1950, ce sont entre trois et cinq tonnes de caviar qui sont produites dans la commune, puis exportées dans le monde entier.
Pourtant, comme dans d’autres communes rurales des environs, la population ne cesse de baisser, au profit des petites villes voisines comme Cozes, Saujon, Gémozac, Pons ou Blaye, ou des agglomérations plus importantes comme Royan ou Saintes. La situation devient préoccupante et dans le courant des années 1960, les édiles de Saint-Seurin et de Chenac-sur-Gironde entament un rapprochement, qui conduit à la fusion des deux communes le 8 mars 1965 par arrêté préfectoral du 25 février 1965. Ainsi naît la commune de Chenac-Saint-Seurin-d'Uzet, qui existe toujours au début du XXIe siècle. En 1982, nouveau coup dur pour la commune avec l’interdiction de la pêche à l’esturgeon, alors en voie de disparition. Le caviar produit dans la région (sous l'appellation « caviar d'Aquitaine » ou « caviar de Gironde ») est depuis lors produit en ferme aquacole dans les proches environs de Chenac-Saint-Seurin-d'Uzet, et exporté dans le monde entier, et notamment aux Émirats arabes unis, en Chine ou à Hong Kong. Près de 12 tonnes de caviar ont ainsi été produites en 2013 sur neuf sites de ce qui est aujourd'hui la région Nouvelle-Aquitaine (essentiellement Charente-Maritime et Gironde).
Saint-Seurin-d’Uzet apparaît au milieu des années 2010 comme un village tourné vers les activités agricoles (production de céréales et élevage d’agneaux dans les prés salés) et le tourisme, en marge de stations balnéaires de la Côte de Beauté voisine (Meschers-sur-Gironde, la plage la plus proche, n’est qu’à dix kilomètres). Le port, reconverti dans la plaisance, peut accueillir des bateaux jusqu’à huit mètres.

## Administration
| Période                                  | Période | Identité | Étiquette | Qualité |
| ---------------------------------------- | ------- | -------- | --------- | ------- |
|                                          |         |          |           |         |
| Les données manquantes sont à compléter. |         |          |           |         |

## Population et société

### Démographie
| 1793 | 1800 | 1806 | 1821 | 1831 | 1836 | 1841 | 1846 | 1851 |
| ---- | ---- | ---- | ---- | ---- | ---- | ---- | ---- | ---- |
| 456  | 444  | 404  | 466  | 515  | 537  | 511  | 547  | 525  |

| 1856 | 1861 | 1866 | 1872 | 1876 | 1881 | 1886 | 1891 | 1896 |
| ---- | ---- | ---- | ---- | ---- | ---- | ---- | ---- | ---- |
| 519  | 545  | 548  | 588  | 585  | 566  | 553  | 547  | 515  |

| 1901 | 1906 | 1911 | 1921 | 1926 | 1931 | 1936 | 1946 | 1954 |
| ---- | ---- | ---- | ---- | ---- | ---- | ---- | ---- | ---- |
| 507  | 516  | 515  | 512  | 412  | 394  | 407  | 344  | 332  |

| 1962 | - | - | - | - | - | - | - | - |
| ---- | - | - | - | - | - | - | - | - |
| 344  | - | - | - | - | - | - | - | - |

Histogramme

(élaboration graphique par Wikipédia)

### Enseignement

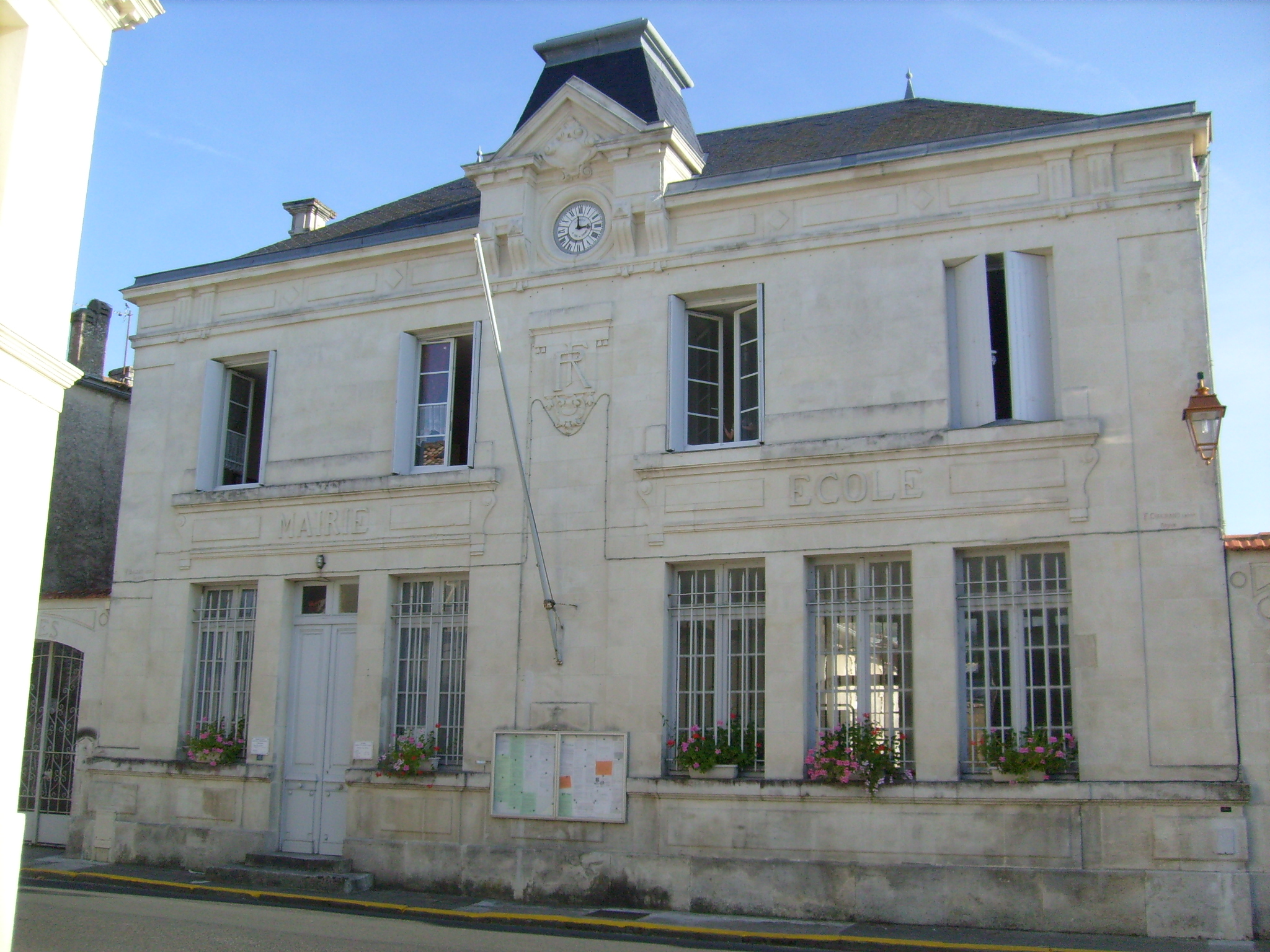
L'ancienne mairie-école de Saint-Seurin-d'Uzet.

L’école du village était autrefois installée dans la mairie-école du centre-bourg, édifiée au début du XXe siècle par l’architecte Félicien Balley (également à l’origine de la mairie-école de Chenac). Elle a désormais fermé ses portes. Les élèves de Saint-Seurin sont scolarisés au sein d’un RPI appartenant à l’académie de Poitiers (zone A) comprenant les écoles d’Épargnes (école maternelle et CP), de Chenac (CE1) et d’Arces-sur-Gironde (du CE2 au CM2).
Les élèves du second cycle sont ensuite dirigés vers le collège des Vieilles Vignes de Cozes. Les lycées les plus proches sont situés à Royan (enseignement général et technologique et enseignement professionnel) et les universités et Grandes écoles à La Rochelle et Bordeaux. Le transport scolaire est assuré par le réseau de transports urbains de l’agglomération royannaise Cara'Bus.

### Santé et sécurité
Les cabinets médicaux les plus proches sont situés à Mortagne-sur-Gironde et à Cozes. Les hôpitaux et cliniques du secteur sont situés à Royan (CHR Malakoff à Vaux-sur-Mer, public, qui dispose d’un service d’urgences 24 heures/24 ; polyclinique de Saint-Georges-de-Didonne, privée, et clinique Pasteur, privée) ou à Saintes (Centre hospitalier de Saintonge, public, plus important centre hospitalier du département). Les pharmacies les plus proches sont à Mortagne-sur-Gironde, à Cozes ou à Meschers-sur-Gironde.
Le centre de secours des sapeurs pompiers le plus proche est à Mortagne-sur-Gironde. Une autre caserne est située à Cozes. La gendarmerie du secteur est à Mortagne-sur-Gironde.

### Médias

#### Télévision
Les chaînes de la TNT sont reçues sans difficulté particulière par le biais des émetteurs de Bordeaux-Bouliac (92 % de réception) et de Lesparre-Médoc (91 % de réception), qui permettent de voir France 3 Aquitaine et la chaîne locale bordelaise TV7 Bordeaux, mais non France 3 Poitou-Charentes. L'émetteur de Vaux-sur-Mer, qui diffuse France 3 Poitou-Charentes, est mal reçu (44 % de réception).

#### Radio
La plupart des radios nationales présentes dans le département peuvent être écoutées dans la commune. Les informations départementales sont relayées par la station de radio publique France Bleu La Rochelle. France Bleu Gironde est également reçue sans difficulté.
Les stations de radio locales pouvant être écoutées dans la commune sont principalement Demoiselle FM (généraliste, émettant depuis Rochefort, et disposant de studios à Saint-Georges-de-Didonne), Mixx radio (techno, dance et musiques électroniques, émettant depuis Cognac et reprise par le réémetteur de Saintes), RCF Accords Charente-Maritime (religieuse, émettant depuis La Rochelle), Wit FM (généraliste, émettant depuis Bordeaux) et Aqui FM (généraliste, émettant depuis Lesparre-Médoc).

#### Presse
La presse locale est représentée par le quotidien Sud Ouest, dont le siège est à Bordeaux, et qui dispose d'une rédaction locale à Royan.

### Cultes
Saint-Seurin-d’Uzet appartient au diocèse catholique de La Rochelle et Saintes, lui-même subdivision de la province ecclésiastique de Poitiers depuis 2002 (de la province ecclésiastique de Bordeaux avant cette date), au doyenné de Royan et à la paroisse Notre-Dame de l’estuaire, centrée sur Cozes, qui regroupe douze communes du Sud du Pays Royannais. La messe est célébrée suivant un calendrier tournant dans les différentes communes de la paroisse (environ une fois tous les deux mois, le samedi soir à 18 heures en l’église Saint-Séverin).
Saint-Seurin n’abrite pas de temple de l’Église réformée. La commune dépend de l’Église protestante unie de Saintes-Sud-Saintonge. Le culte est célébré en alternance dans les temples de Cozes, Meschers-sur-Gironde, Gémozac, Mortagne-sur-Gironde, Saint-Fort-sur-Gironde et Pons.
Les autres confessions ne disposent pas de lieu de culte dans la commune.

### Associations
L’ancienne mairie du village, devenue mairie-annexe de Chenac-Saint-Seurin-d’Uzet, sert de cadre à des activités associatives (club informatique et club de loisirs créatifs) et à la bibliothèque de la commune.

## Culture locale et patrimoine

### Lieux et monuments

#### Église Saint-Séverin

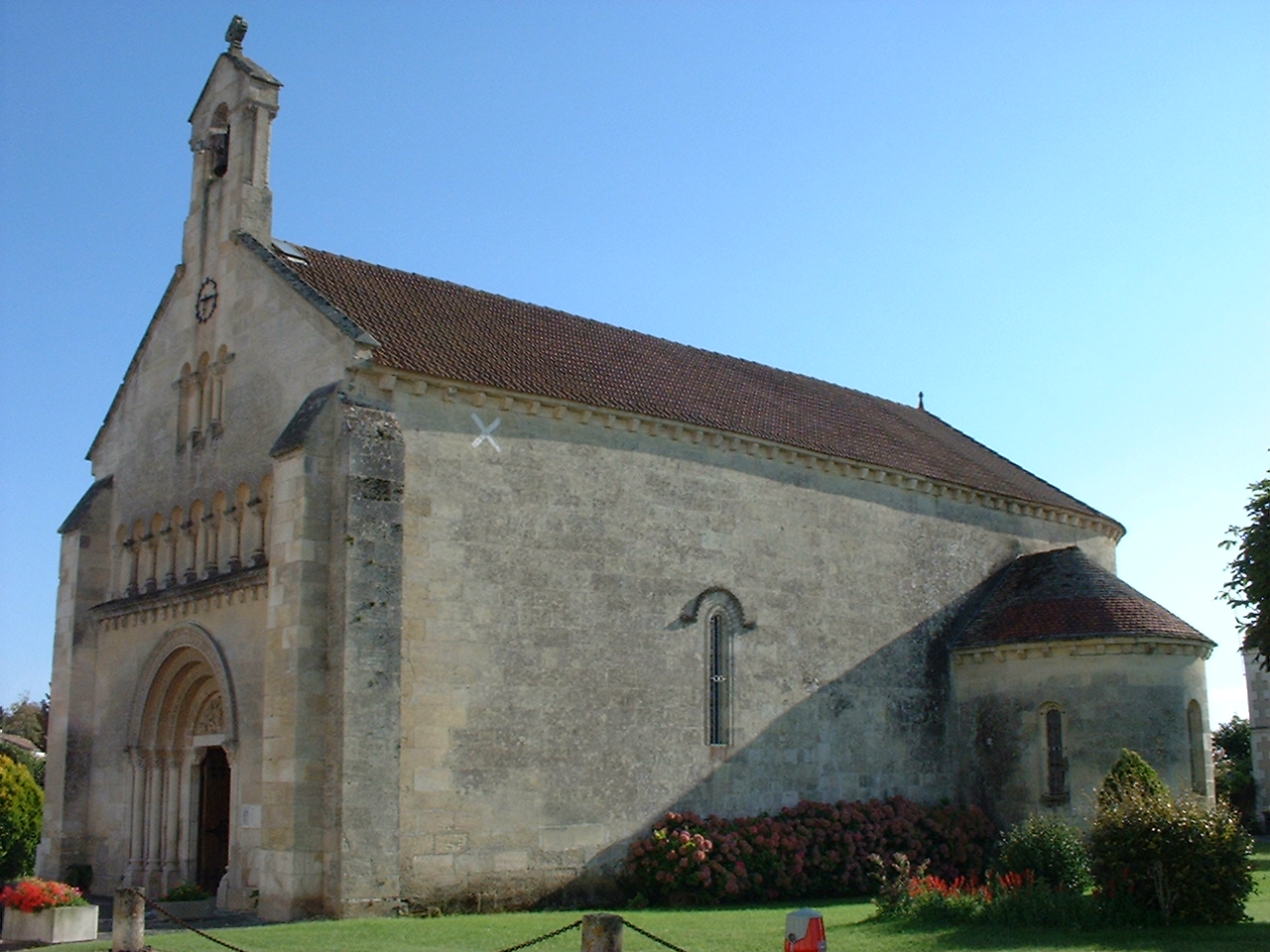
L'église Saint-Séverin.

Cette église est située non loin de l'emplacement d'un ancien sanctuaire dédié à saint Martin, édifié probablement vers le début du XIIe siècle, et dont les chroniques nous apprennent qu'il fut donné au prieuré de Mortagne par l'évêque de Saintes Adhémar Carbonel en 1174. Devenue vétuste, l'église est désaffectée au cours du XVIIe siècle et sa destruction ordonnée en 1707.
Une nouvelle église est construite à proximité dès 1689. Elle est mentionnée en 1709 par Claude Masse au cours d'une de ses pérégrinations à travers la Saintonge, celui-ci parlant d'une « grande chapelle ». Les travaux se poursuivirent jusqu'à sa consécration officielle en 1710 par l'archiprêtre de Saint-Fort-sur-Gironde, Fleurinon, et le prêtre titulaire de la paroisse de Saint-Seurin-d'Uzet, Michel Allary.
Entre 1857 et 1859, une campagne de restauration fut conduite par l'architecte de l'arrondissement de Saintes Victor Fontorbe, qui modifia quelque peu la structure du bâtiment.
L'église, située à proximité du port, est régulièrement inondée. De même, elle eût à souffrir de la violence de la tempête Martin et de la tempête Xynthia.
Cet édifice néo-roman forme un vaisseau unique de deux travées, terminé par une abside semi-circulaire. Deux absidioles viennent se greffer à la nef, dont l'une, datant de 1721, accueille la chapelle seigneuriale des barons d'Uzet.
Les voûtes du sanctuaire sont entièrement charpentées, à la manière d'une coque de navire renversée.
La façade de style néo-roman accueille arcatures et modillons surmontant un tympan représentant le Christ et les évangélistes. L'ensemble est couronné d'un clocheton.

#### Château

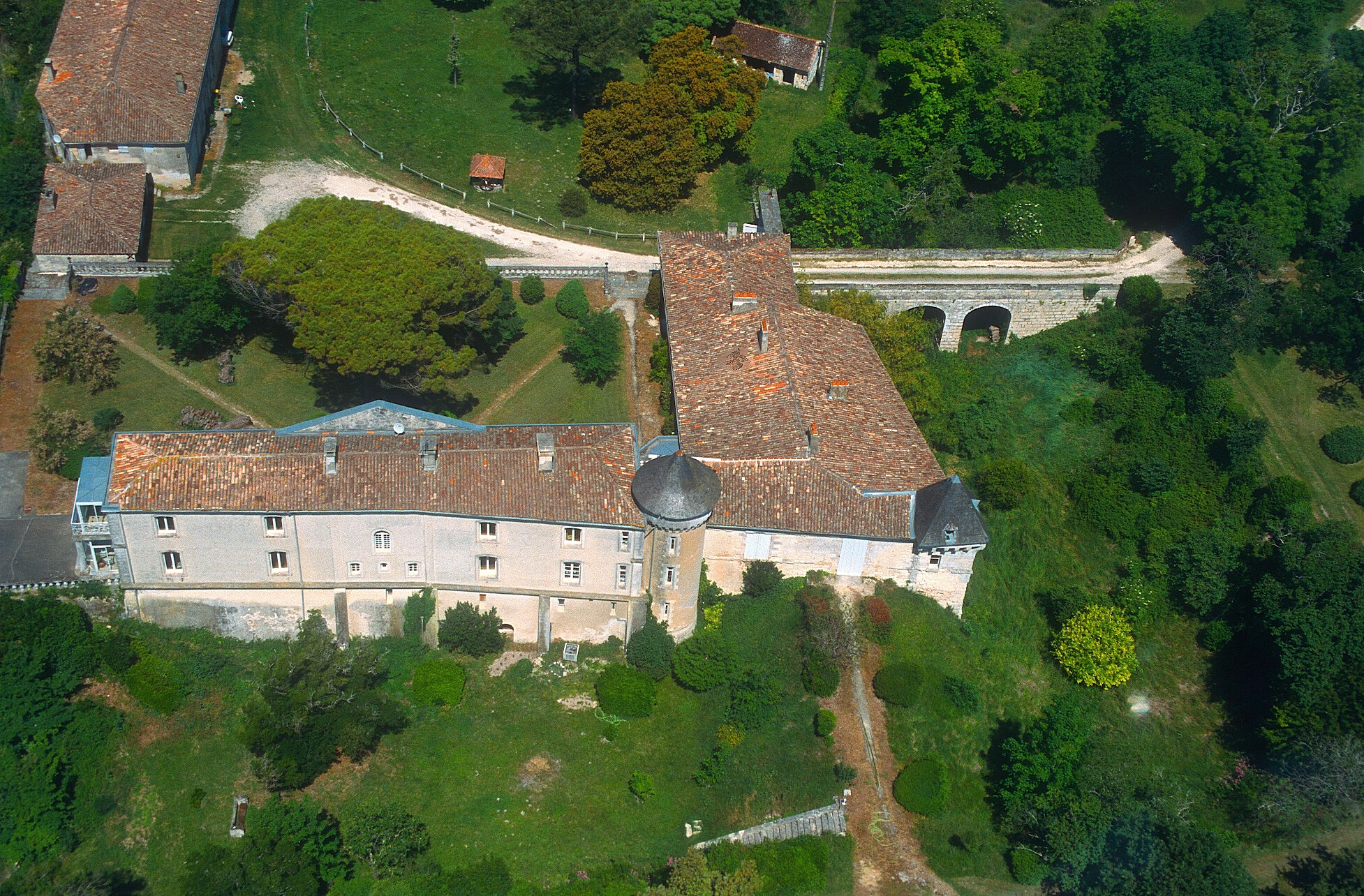
Vue aérienne du château.

Les origines de ce château remontent au moins au XVe siècle. Il fut propriété de la famille La Motte-Fouqué au XVIe siècle, avant de passer aux Brétinauld. Le château semble avoir joué un rôle important pendant la fronde de 1653, ce qui lui valut d'être occupé par une garnison royale commandée par Josias Chenel.
L’ingénieur Claude Masse fit une description du château en 1709, le décrivant ainsi : 
« Le château de Saint-Seurin qui est situé à l’extrémité d’un rocher escarpé à pique de 45 pieds de haut, quoy que petit, a été bien fortifié et flanqué du côté de terre d’un bastion et de deux demy revêtus de pierre de taille, enceint d’un fossé large de 12 toises et profond de 18 à 20 pieds. Il y avait une grosse tour qui est à présent presque ruinée aussi bien que l’enceinte qui n’est plus défensive et qui pourrait facilement se rétablir. Il fut assiégé par les catholiques en 1653, et tint 18 jours tranchée ouverte. L’armée était commandée par quatre officiers généraux; la place était bien munie d’artillerie et d’une bonne garnison qui rendit par composition… »
Le château fut partiellement endommagé par les combats survenus à la fin de la Seconde Guerre mondiale.
Celui-ci, établi sur un promontoire dominant le port, comporte une tour avec chemin de ronde et mâchicoulis, entourant un logis remanié au cours des XIXe et XXe siècles. Un second logis se trouvait auparavant un peu en avant, à proximité de la route traversant le bourg, mais il fut rasé pour permettre la construction de nouvelles habitations.

### Patrimoine culturel

#### Langue saintongeaise

Aire linguistique du saintongeais.

La commune est située dans l'aire linguistique du saintongeais, un dialecte faisant partie de la famille des langues d’oïl, branche des langues romanes, qui comprend également le français, l’angevin le picard et le poitevin avec lequel il est souvent regroupé dans un domaine plus vaste, le poitevin-saintongeais.
Le saintongeais  (saintonjhais) est la langue vernaculaire parlée en Saintonge ainsi que dans une partie de l'Aunis, de l'Angoumois, mais aussi dans quelques enclaves de Guyenne (Pays Gabay ou Grande Gavacherie, Petite Gavacherie autour de Monségur dans l'Entre-deux-Mers et enclave du Verdon, en Médoc). On l’appelle parfois aussi le charentais ou encore le patois charentais. Les locuteurs sont dits patoisants.
Le saintongeais a fortement influencé l’acadien et en conséquence, par ricochet, le cadien ; quant au québécois, il a été influencé par les parlers tels que le normand, le francien et le saintongeais.
La langue saintongeaise présente de nombreux traits communs avec des langues telles que le cadien ou l'acadien, ce qui s'explique par les origines saintongeaises d'une partie des émigrants vers la Nouvelle-France au XVIIe siècle.

#### Gastronomie
La gastronomie saintongeaise est principalement axée sur trois types de produits : les produits de la terre, les produits de la mer et les produits de la vigne.
Les préparations à base de viande de porc occupent une place prépondérante dans la cuisine régionale : ainsi des gratons ou des grillons, sortes de rillettes à base de viandes rissolées et confites dans leur graisse, du gigorit (ou gigourit), un civet mêlant sang, gorge, foie et oignons, ou de la sauce de pire, à base de fressure, d'oignons et de vin blanc de pays.

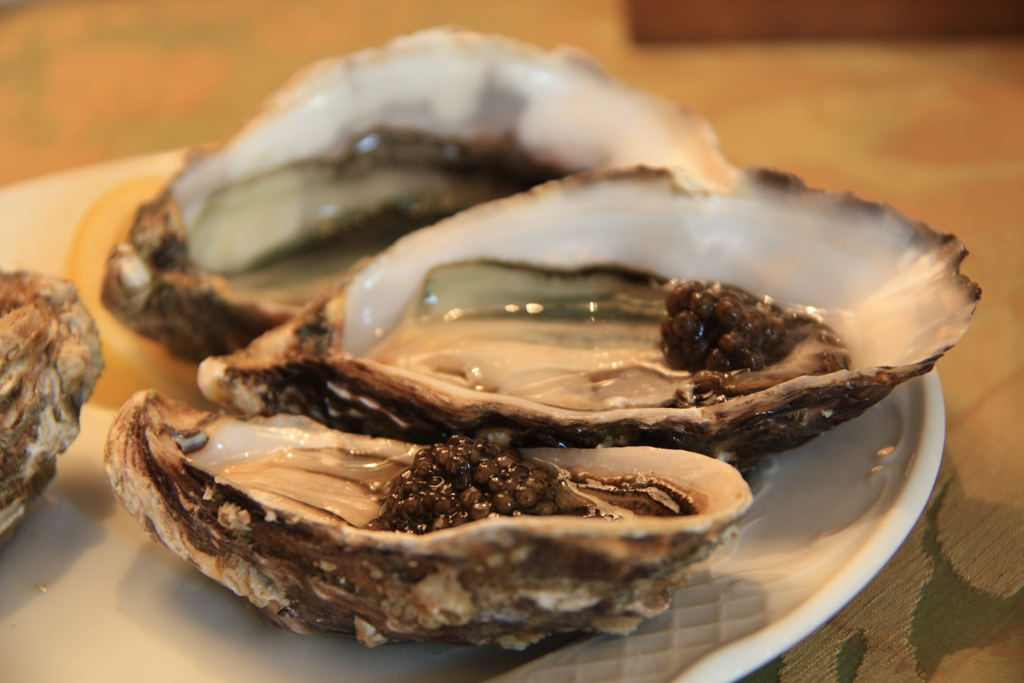
Association de deux produits emblématiques de la région : huître et caviar.

La cuisine saintongeaise intègre tout naturellement de nombreuses recettes à base de « cagouilles », le nom local de l'escargot petit-gris. Animal tutélaire de la Saintonge, il est notamment cuisiné « à la charentaise », c'est-à-dire cuit dans un court-bouillon agrémenté de vin blanc, d'ail et de mie de pain.
Parmi les autres spécialités locales, il convient de noter le « caviar|caviar de Gironde », dont le village était autrefois un des principaux pourvoyeurs, mais également les pibales (alevins d'anguille pêchés dans la Gironde, spécialité de Mortagne et de Blaye), les sardines de Royan, les « thyeusses de gueurnouilles » (cuisses de grenouilles), la « sanglette », une galette préparée à base de sang de poulet et d'oignons cuits, le farci saintongeais (variante du farci poitevin), le lapin au pineau, le foie gras ou encore les confits. La grande spécialité de la presqu'île d'Arvert voisine est l'huître de Marennes-Oléron, de renommée internationale.
Les desserts traditionnels sont issus de la cuisine paysanne : millas (gâteau à la farine de maïs, qu'on retrouve dans une grande partie du sud-ouest de la France), galette charentaise, au beurre Charentes-Poitou, ou encore merveilles (beignets).
Les vignes de la région servent à la confection d'eaux-de-vie réputées, telles que le pineau des Charentes et plus encore, le cognac. Saint-Seurin est ainsi intégralement située dans la zone de production des « bons bois ».